# Brenda Biya
Anastasie Brenda Biya Eyenga (* 29. Juli 1997 in Yaoundé) ist eine kamerunische Aktivistin, Rapperin und Unternehmerin. Sie ist die Tochter des kamerunischen Präsidenten Paul Biya und der First Lady Chantal Biya.

## Leben
Biya besuchte die Vorschule und Grundschule in Les Coccinelles, später das Collège du Léman in Versoix nahe Genf. Anschließend zog sie nach Los Angeles. Biya ist in Kamerun eine Social-Media-Persönlichkeit. 2020 eröffnete sie das Online-Perückengeschäft Bree Culture Inc Shopping.
Für Aufsehen sorgten im Juli 2024 ihre Beziehung zu dem brasilianischen Model Layyons Valença und ihr öffentliches Eintreten für gleichgeschlechtliche Beziehungen. Homosexualität kann in ihrer Heimat Kamerun mit bis zu fünf Jahren Haft bestraft werden.